# مارینا آقاجانیان
مارینا گرایسیمی آقاجانیان (ارمنی: Մարինա Գերասիմի Աղաջանյան؛ انگلیسی: Marina Aghajanyan؛ زادهٔ ۳ ژوئیهٔ ۱۹۴۶) پزشک، کاردیولوژیست اهل ارمنستان است.

## زندگی‌نامه
وی در ۳ ژوئیهٔ ۱۹۴۶ ‏در ایروان به دنیا آمد. گراسیم آقاجانیان و ایوان آقاجانیان پدر و  برادر وی هستند وی از دانشگاه پزشکی دولتی ایروان فارغ‌التحصیل گشت. 

## یادداشت
1. ↑  բժշկական գիտությունների դոկտոր
2. ↑  Gerasim Aghajanyan
3. ↑  Ivan Gerasimovich Aghajanyan